# 39 Змеи
39 Змеи (39 Serpentis, сокращ. 39 Sep) — спектрально-двойная звезда в экваториальном созвездии Змея. Сама звезда принадлежит к астеризму «Голова змеи», находясь недалеко от таких звёзд как Лямбда Змеи и Пси Змеи. Звезда имеет видимую звёздную величину +6.12m, и, согласно шкале Бортля, видна невооружённым глазом на деревенско-пригородном небе (англ. Rural/suburban transition).
Из измерений параллакса, полученных во время миссии Gaia, известно, что звезда удалена примерно на 57,0 св. лет (17,5 пк) от Земли. Звезда наблюдается севернее 77° ю.ш, то есть видна практически на всей территории обитаемой Земли, за исключением Антарктиды. Лучшее время для наблюдения — май.
39 Змеи движется гораздо быстрее относительно Солнца, чем остальные звёзды: её радиальная гелиоцентрическая скорость равна +36 км/с, что на 3,5 быстрее скорости местных звёзд Галактического диска, а также это значит, что звезда удаляется от Солнца. Сама звезда движется по небесной сфере на северо-восток.

## Свойства звезды
39 Змеи — карлик, чьи физические характеристики, схожи с Солнцем, спектрального класса G1VFe-1, что указывает на то, что водород в ядре звезды служит ядерным «топливом», то есть звезда находится на главной последовательности. Также её спектр указывает на аномальное железо. Звезда излучает энергию со своей внешней атмосферы при эффективной температуре около 5756 К, что придаёт ей характерный жёлтый цвет звезды спектрального класса G.
Масса звезды несколько меньше солнечной и равна 0,88 {\displaystyle M_{\bigodot }}. В связи с небольшим расстоянием до звезды её радиус может быть вычислен напрямую. Его угловой размер равен 0,52 mas, а это значит что на таком расстоянии её абсолютный радиус почти равен радиусу Солнца и составляет 1,1 {\displaystyle R_{\bigodot }}. Также звезда практически равна по яркости нашему Солнцу, её светимость составляет 0,98 {\displaystyle L_{\bigodot }}.
Звезда имеет поверхностную гравитацию 4,48 СГС или 302 м/с2, то есть несколько больше, чем на Солнце (274,0 м/с2).
Несмотря на сходство с Солнцем, 39 Змеи нельзя считать аналогом Солнца, поскольку её спектр указывает на аномальное содержание железа, которого у 39 Змеи заметно меньше и содержание которого варьируется от 37 % до 45 % от наблюдаемого на Солнце. Такие химические элементы натрий, кремний, магний и кальций демонстрируют ту же тенденцию. Что касается содержания лития, то его содержание может быть сравнимо с солнечным значением (log10 [Li]<1,2, то есть <150 %).
Нет единодушия относительно скорости вращения звезды: в одном источнике от 2004 года указывается скорость вращения порядка солнечной, которая составляет 2 км/с, что даёт период вращения звезды порядка 29 дней. В другом источнике от 2012 года указывается скорость 1,3 км/с, что даёт период вращения звезды порядка 40 дней. В третьем источнике от 2003 года даётся период вращения звезды, который равен 16 дней, откуда можно вычислить, что скорость вращения звезды порядка 3,6 км/с.
Также нет единодушия относительно возраста звезды: одно исследование указывает на более вероятный возраст 3240 млн. лет, в то время как другое исследование указывает на гораздо более старший возраст — 8,6 млрд. лет. Кинематика звезды соответствует таковой для звёзд тонкого диска нашей Галактики и, соответственно, возраст 8,6 млрд. лет гораздо более правдоподобный.
39 Змеи демонстрирует переменность: во время наблюдений яркость звезды меняется на несколько сотых величин, но без какой-либо периодичности, тип переменной также не установлен. Также 39 Змеи является источником рентгеновского излучения.
В инфракрасном диапазоне не было обнаружено избытка инфракрасного излучения на волгах 24 и 70 мкм, что в принципе исключает наличие вокруг него остаточного диска.
| Параметр       |   | Значение    |
| -------------- | - | ----------- |
| Период         | P | 138,603 дня |
| Эксцентриситет | e | 0.5         |
| Узел           | Ω | 286,4 °     |

39 Змеи является спектрально-двойной звездой в которой два компонента вращаются вокруг общего центра масс, или барицентра с орбитальным периодом 138,6 дня. Орбита звёзд имеет необычайно большой эксцентриситет (ε = 0,5). Обладая таким периодом, звёздный компаньон должен находиться примерно на той орбите, где в солнечной системе находится Венера и, поскольку он не вносит большого вклада в общую светимость системы, скорее всего, это должен быть красный карлик, либо, но это маловероятно, коричневый карлик.

## История изучения кратности звезды
Двойственность звезды была открыта в 1862 году российским астрономом О. В. Струве и звезда вошла в каталоги как STT 583. Согласно Вашингтонскому каталогу визуально-двойных звёзд, параметры этих компонентов приведены в таблице:
| Компонент | Год  | Количество измерений | Позиционный угол | Угловое расстояние | Видимая звёздная величина 1 компонента | Видимая звёздная величина 2 компонента |
| —         | 1862 | 10                   | 130°             | 106.4″             | 6.1m                                   | 11.8m                                  |
| —         | 1924 | 10                   | 110°             | 96.8″              | 6.1m                                   | 11.8m                                  |
| —         | 2013 | 10                   | 81°              | 81.3″              | 6.1m                                   | 11.8m                                  |

Обобщая все сведения о звезде, можно сказать, что у звезды 39 Змеи всё же нет ни одного спутника. Её единственный компонент, звезда 11-й величины, лежащая на угловом расстоянии 81.3 секунд дуги движется слишком быстро для орбитального движения, что делает «спутника», по-видимому, просто звездой, лежащей на линии прямой видимости.

## Ближайшее окружение звезды
Следующие звёздные системы находятся на расстоянии в пределах 20 световых лет от звезды 39 Змеи (включены только: самая близкая звезда, самые яркие (<6,5m) и примечательные звёзды). Их спектральные классы приведены на фоне цвета этих классов (эти цвета взяты из названий спектральных типов и не соответствуют наблюдаемым цветам звёзд):
| Звезда              | Спектральный класс | Расстояние, св. лет |
| LHS 3163            | DA6 wd             | 4,64                |
| Пси Змеи            | G5 V               | 13,47               |
| Эпсилон Змеи        | A2m V              | 16,47               |
| Альфа Змеи          | K2 III             | 18,14               |
| 45 Волопаса         | F5 V               | 18,31               |
| HD 130948           | G2 V               | 18,46               |
| HD 128311           | K0 V               | 18,75               |
| Эта Северной Короны | G2 V               | 19,22               |
| Лямбда Змеи         | G0 V               | 19,26               |
| Ро Северной Короны  | G0 V               | 19,44               |

Рядом со звездой, на расстоянии 20 световых лет, есть ещё порядка 20 красных, оранжевых карликов и жёлтых карликов спектрального класса G, K и M, а также 2 белых карлика которые в список не попали.